# Symphonie en la mineur (Vierne)
La Symphonie en la mineur, op. 24 de Louis Vierne est la deuxième partition symphonique du compositeur, après Praxinoë op. 22, et son unique symphonie pour orchestre symphonique — l'organiste aveugle de Notre-Dame de Paris ayant composé par ailleurs six Symphonies pour orgue.
Composée en 1907 et 1908, contemporaine de la Sonate pour violon et piano op. 23, la Symphonie est marquée par les circonstances de sa composition, en l'occurrence sa vie familiale contrariée et les relations tendues avec son épouse aboutissant au divorce en 1909. La première audition de l'œuvre a lieu le 26 janvier 1919 à la Salle Gaveau sous la direction de Gabriel Pierné. La partition, toujours inédite, est aujourd'hui dans le domaine public.

## Composition
Louis Vierne compose sa Symphonie durant les étés 1907 et 1908, passés à Juziers. La composition d'une œuvre pour orchestre, entre les Deuxième et Troisième Symphonies pour orgue, est une épreuve physique particulièrement dure pour le musicien : « Sans nul doute, n'était sa quasi-cécité, il eût composé bien davantage pour orchestre. Il s'agit réellement d'une tragédie, car son unique Symphonie orchestrale révèle un maître né du genre et se range aux côtés des plus importantes écrites en France à cette époque, par Chausson, Dukas, Magnard et bientôt Roussel ». 
Si sa vision, « affaiblie mais appréciable cependant, lui avait permis d'écrire à la plume ses compositions et de n'avoir recours à un tiers que pour les travaux de copie ou d'orchestration, qui l'eussent exagérément fatigué », c'est toujours à la lueur d'un bec Auer — si proche et d'un feu si intense qu'il confie à un de ses amis que « les portées finissaient par devenir sanglantes ».
Les circonstances de la composition sont également marquées par les problèmes de couple du compositeur : « Depuis quelques années, le ménage était moralement séparé. Différence de goûts, de sentiments ? […] Deux êtres se séparent, qui se sont aimés. Vierne en souffre atrocement et comme, chez lui, toute douleur se manifeste en musique, comme l'impulsion créatrice prend sa source dans un sentiment violent, quel qu'il soit, il entreprend d'écrire une Symphonie pour orchestre dont l'épigraphe dit assez la lassitude qui l'étreint tout à coup » :
        O se peut-il qu'il ait été

        Des jours clairs et des nuits d'été…

## Création
La partition est aussitôt proposée à l'étude, dans sa version pour piano à quatre mains : « dès que les deux premiers temps sont achevés, il court chez Pugno, qui les déchiffre au piano avec Nadia Boulanger. Pugno admire la sobriété expressive de l'Allegro et, tandis que ses doigts égrènent la plainte désolée du Lamento, il jette à Vierne d'éloquents coups d'œil ; puis quand il a fini, il se lève et, sans un mot, vient embrasser son ami ».
La première audition de l'œuvre doit attendre le 26 janvier 1919 à la Salle Gaveau — en l'absence du compositeur, toujours convalescent en Savoie — sous la direction de Gabriel Pierné, et non de Camille Chevillard comme le mentionne Bernard Gavoty. Adolphe Boschot, « surpris du romantisme de l'œuvre », s'interroge sur sa date de composition dans un article de L'Écho de Paris du 27 janvier : « On aimerait savoir si cette symphonie est récente ou si elle date de dix ou vingt ans… »
L'œuvre, dédiée à Gabriel Fauré, n'a jamais été éditée : le manuscrit conservé à la bibliothèque nationale de France sous la côte « Vma-Ms. 645 », est aujourd'hui dans le domaine public.

## Présentation

### Orchestration
L'orchestre comprend 3 flûtes (la 3e jouant aussi du piccolo), 2 hautbois, un cor anglais, 2 clarinettes en La, une clarinette basse en La, 2 bassons et contrebasson, pour les pupitres des vents. Les cuivres comptent 4 cors en Fa, 4 trompettes en Ut, 2 trombones ténors et deux trombones basses. La percussion se limite aux timbales mais nécessite deux timbaliers. Le quintette à cordes classique est composé des premiers violons, seconds violons, altos, violoncelles et contrebasses.
L'orchestration de la Symphonie est remarquable par ses « couleurs sombres », avec la présence rare de deux trombones basses au lieu du tuba associé à un trombone basse.

### Mouvements
La Symphonie op. 24 est en deux grandes « parties » ou quatre mouvements :
1. Grave en la mineur à quatre temps () — Allegro molto à 
 — enchaîné
2. Lamento — Adagio molto en fa dièse mineur à
3. Scherzo — Animato ma non troppo en ré mineur à 
 — enchaîné
4. Finale — Allegro moderato en la majeur à deux temps

## Analyse
Le Lamento, « dont le caractère est plus que mélancolique, porte en épigraphe des vers de Verlaine que Vierne utilisa plus tard pour une des mélodies de Spleens et détresses » :
        Un grand sommeil noir 

        Tombe sur ma vie ;

        Dormez, tout espoir,

        Dormez, toute envie…
Pour Bernard Gavoty, « ce Lamento suggestif comme tout ce qui, chez Vierne, part du cœur, est la partie la plus originale de la symphonie, les trois autres mouvements — Grave et Allegro molto, Scherzo et Finale — étant, en dépit de la maîtrise de leur facture, d'une coupe plus traditionnelle ».

## Postérité
Dès sa création tardive, « cette symphonie fut jugée un peu timide ». Bernard Gavoty la considère cependant comme « une des belles œuvres orchestrales de l'avant-guerre, et l'un des derniers témoignages de l'art symphonique qui ne retrouva plus, après 1918, la faveur qu'il avait connue à la jonction des deux siècles » : « La symphonie de Vierne est, avec celles de Dukas, de d'Indy et de Magnard, un bel exemple de la flamme généreuse et inspirée qui animait l'école française d'avant 1914 ».

## Discographie
- Louis Vierne : Symphonie en la mineur op. 24, Poème pour piano & orchestre op. 50, par l'Orchestre philharmonique royal de Liège, sous la direction de Pierre Bartholomée (1996, CD Timpani 1C1036)

### Monographies
- Franck Besingrand, Louis Vierne, Paris, Bleu nuit éditeur, coll. « Horizons » (no 28), 2011, 176 p. (ISBN 978-2-35884-018-7),
- Bernard Gavoty, Louis Vierne : La vie et l'œuvre, Paris, Buchet/Chastel, 1980 (1re éd. 1943), 322 p.